# Rua das Pretas (Funchal)
A Rua das Pretas é um arruamento do Funchal, na Madeira. A rua mantém a mesma traça que tinha em 1560, quando apareceu numa planta da cidade. Já chegou a se chamar Rua Dr. Câmara Pestana.
O nome atual dever-se-á à existência de diversas casas de famílias ricas que tinham ao seu serviço muitas empregadas negras ou à constante circulação de negros que trabalhavam nas residências importantes das redondezas.
No início do século XX, existiam nesta rua estábulos para os animais que conduziam as corças, um meio de transporte de mercadorias pesadas mais utilizado na época. No entanto, as autoridades sanitárias terão decidido que os animais teriam de ser mudados para um local mais afastado do centro pela falta de higiene e ruído.
Em tempos existia aqui uma das confeitarias mais famosas da cidade, a Confeitaria Felisberta, que atualmente se encontra desativada, e uma das últimas alfaiatarias da cidade.

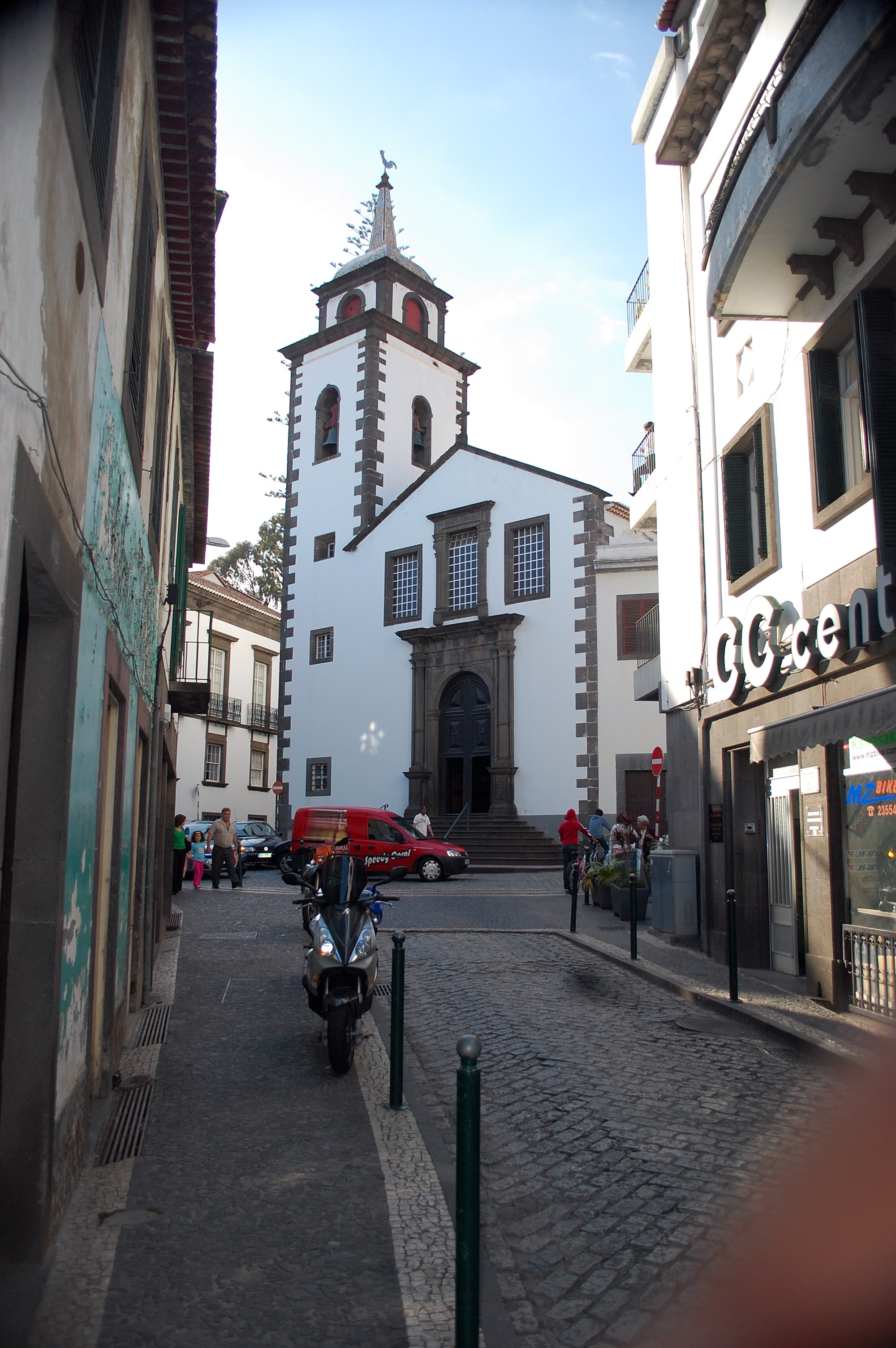
Igreja de São Pedro, no largo com o mesmo nome, vista da Rua das Pretas
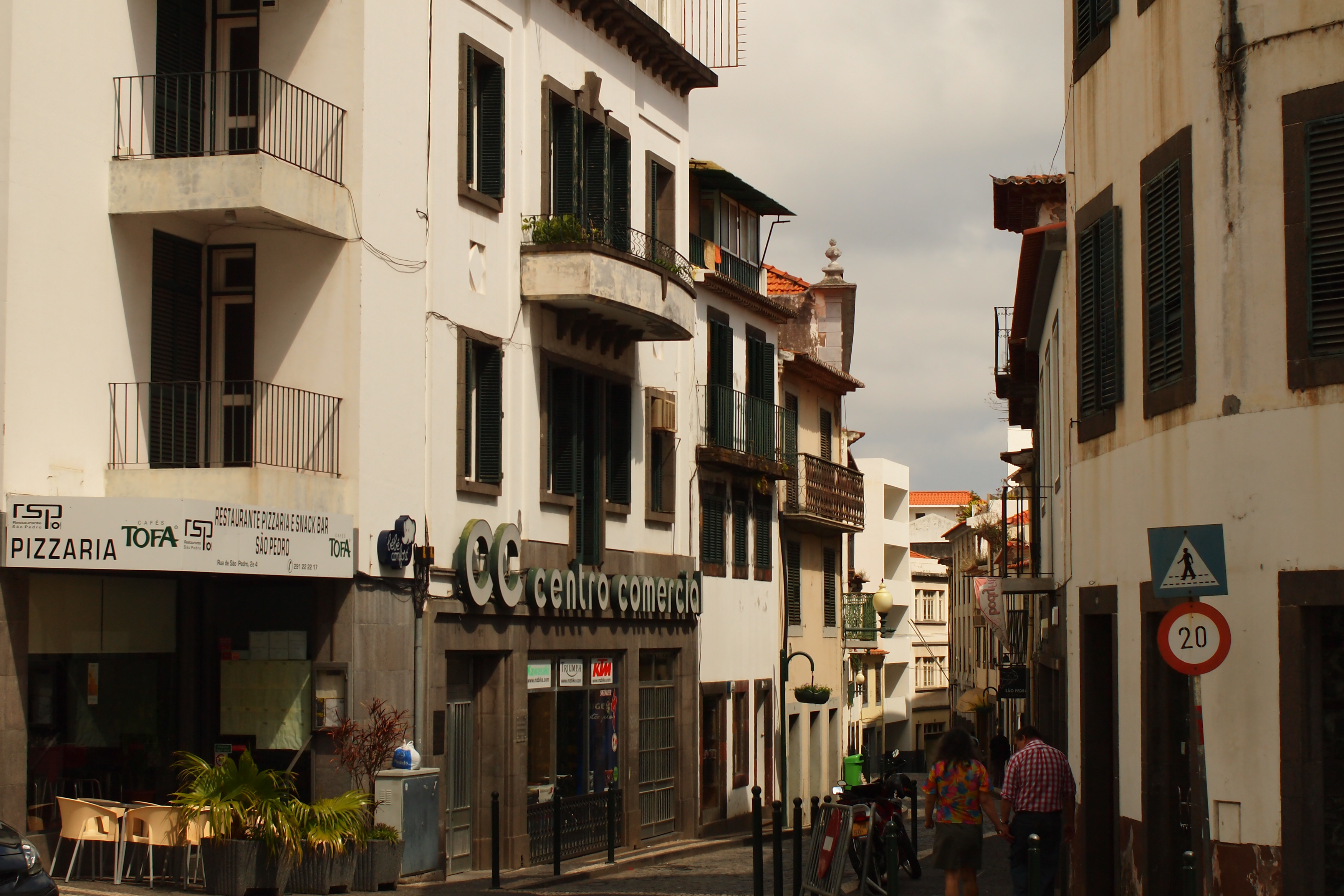
Rua das Pretas vista do Largo de São Pedro
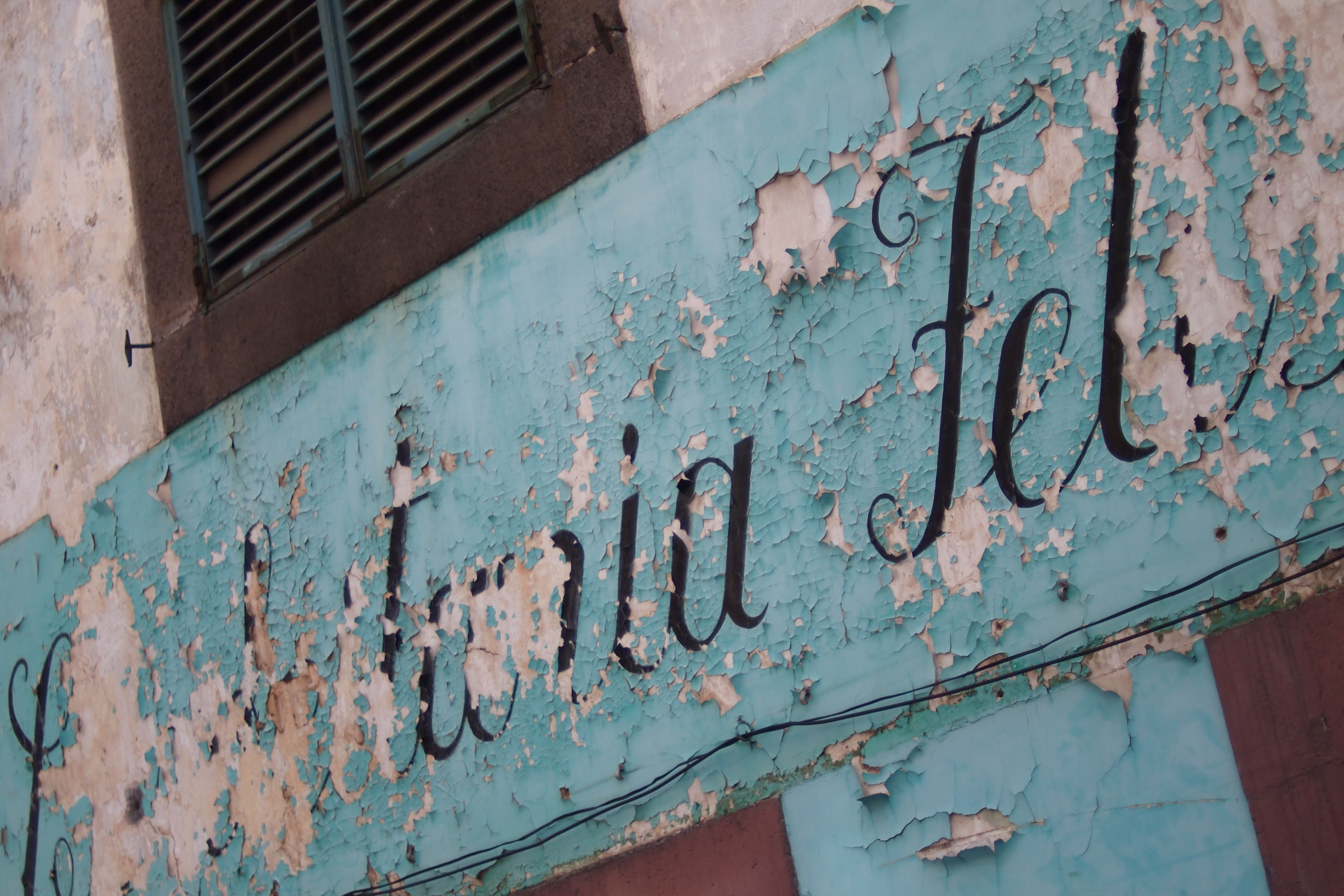
A antiga Confeitaria Felisberta, hoje em dia degradada